# 2011年愛知県知事選挙
2011年愛知県知事選挙（2011ねんあいちけんちじせんきょ）は、2011年（平成23年）2月6日に執行された愛知県知事を選出するための選挙。

## 概要
現職の神田真秋の任期満了に伴う知事選挙。現職の神田は自民党から4選に向けた出馬の要請があったが前年9月に不出馬を表明。知事としての3期12年の任期を終え、12年ぶりに県のリーダーが交代する選挙となった。
最も早く候補を擁立したのは当時の政権与党の民主党で、候補には同党衆議院議員の石田芳弘やIT関連会社社長の藤原洋などの名が挙がったが、同党県議団の投票で、総務省大臣官房審議官などを務めた愛知東邦大学教授の御園慎一郎が選出され、党推薦で擁立することを決定した。次に医師の薬師寺道代がみんなの党公認で立候補する意向を表明した。
自民党は上記にもあるように、いったんは現職の神田に出馬を要請したが、神田が不出馬を表明したため候補者選考を急いだ。党が出馬を打診したのは内閣府行政刷新会議事務局参事官補佐の重徳和彦で、その後無所属（自民党支援）での出馬を表明した。共産党からも土井敏彦が党推薦で立候補を表明した。
ここで割り込んできたのが自民党衆議院議員の大村秀章で、名古屋市長の河村たかしの強い要請を受け立候補を模索していると報じられた。所属する自民党からは驚きや戸惑いの声が上がり、党から立候補を強く慰留されたものの大村はそれを断り、同党からの離党と知事選への鞍替え出馬を表明し、河村との全面協力で知事選に臨んだ。自民党は離党届を受理せず、「県連による候補者選考の際には手を挙げず、独自候補擁立が決定した後に出馬表明するのは反党行為」(山東昭子党紀委員長)として除名処分を決定した。
この他、社民党と国民新党が御園を推薦。公明党愛知県本部と河村が率いる地域政党・減税日本が大村を推薦した。
更に、県医師連と県薬剤師連が御園・重徳・大村の3氏を、県歯科医師連が御園をそれぞれ支援することを決定。県農政連（JA）は自主投票とした。
最終的に、新人5人が立候補し、知事選では実に1951年以来60年ぶりに5人以上が出馬する乱戦となった。
東日本大震災発生前では最後の大型選挙となった。

### 名古屋トリプル選挙
県都・名古屋市では、市長を務めていた河村たかしが、公約に掲げていた「市民税の恒久減税」を議会に阻まれたとして議会解散のリコール運動に出た一方で、自らも市民の信を問うとして職を辞したことから、結果的に市長選挙と市議会解散の是非を問う住民投票が、この選挙と併せて行われることとなった。

## 選挙データ

### 告示日
- 2011年（平成23年）1月20日

### 執行日
- 2011年（平成23年）2月6日

### イメージキャラクター
- SKE48

### 同日選挙
- 名古屋市長選挙（1月23日 告示）[15]
- 安城市長選挙（1月30日 告示）[15]
- 小牧市長選挙（1月30日 告示）[15]
- 小牧市議会議員補欠選挙（1月30日 告示）[15]

## 立候補者
5名、届け出順
| 候補者名（読み）                   | 年齢 | 党派                                            | 肩書き                                                         |
| ---------------------------------- | ---- | ----------------------------------------------- | -------------------------------------------------------------- |
| 大村秀章 （おおむら ひであき）     | 50   | 無所属 （公明党愛知県本部 支持・減税日本 推薦） | 無職、元自民党衆議院議員                                       |
| 重徳和彦 （しげとく かずひこ）     | 40   | 無所属 （自民党愛知県連 推薦）                  | 無職、元内閣府行政刷新会議事務局参事官補佐                     |
| 御園慎一郎 （みその しんいちろう） | 57   | 無所属 （民主党、社民党、国民新党 推薦）        | 学校法人東邦学園理事、愛知東邦大学教授、元総務省大臣官房審議官 |
| 土井敏彦 （どい としひこ）         | 64   | 無所属 （共産党 推薦）                          | 医師                                                           |
| 薬師寺道代 （やくしじ みちよ）     | 46   | みんなの党                                      | 医師、元同党愛知県支部長                                       |

### 選挙のタイムライン
2010年
- 9月16日
  - 自民党が現職の神田真秋に4選出馬を要請していたことが判明。神田は回答を保留していた[1]。
  - 午後、現職の神田が県庁で会見を開き知事選への不出馬を表明[2]。
- 9月21日 - 民主党愛知県連が候補者選考投票を行い、御園慎一郎を党推薦で擁立することを決定[3]。
- 10月3日 - 薬師寺道代が名古屋市内で会見を開き、みんなの党からの知事選出馬を表明[4]。
- 10月13日 - 重徳和彦は中日新聞の取材に対し、自民党愛知県連から出馬を打診されたことを明らかにした[17]。
- 10月14日
  - 名古屋市長の河村たかしは中日新聞の取材に対し、大村秀章衆議院議員の擁立を目指すと明かした[7]。
  - 大村は中日新聞の取材に対し、「河村氏とは長年の友人関係にあり、政策的にも一致する部分があるのは事実だが、知事選の話は聞いていない」と述べた[7]。
- 10月15日
  - 重徳は総務省に辞職願を提出[18]。
  - 河村は日本経済新聞の取材に対し、「大村氏とは長い付き合い。約半年前から出馬打診の話をしてきた」と述べた[19]。
- 10月16日 - 自民党愛知県連は重徳に正式に出馬要請[20]。
- 10月18日 - 自民党愛知県連は重徳の擁立を会見で発表[21]。その後、同党からの推薦を断り、無所属ので出馬の意向を固めたため、同党は重徳を支援するという形をとった[5]（最終的に、自民党愛知県県連の推薦は得られた[22]。）。
- 10月20日 - 連合愛知は執行委員会を開き、御園の推薦を決定[23]
- 12月3日 - 大村は自民党に離党届を提出[24]。
- 12月4日 - 愛知県内の労働団体や共産党などでつくる「革新県政の会」が、名古屋市内で臨時総会を開き、土井を共産党推薦で擁立することを決定[6]。
- 12月6日 - 大村は県庁で記者会見を開き、正式に出馬を表明[9]。
- 12月8日 - 自民党の党紀委員会は大村の離党届を受理せず除名とする処分を決定[25]。
- 12月22日 - 公明党は大村を県本部支持とすることを決定[12]。

2011年
- 1月4日 - 自民党の谷垣禎一総裁は、県連側が要請していた党本部による重徳の推薦を見送ったことを明らかにした[26]。
- 1月10日
  - 神田は重徳を支援すると表明[27]。
  - 社民党が御園の推薦を決定[11]。
- 1月14日 - 大村は衆議院議員を辞職。
- 1月20日 - 告示。新人5人による選挙戦に[14]。
- 2月6日 - 投開票。

## 選挙結果

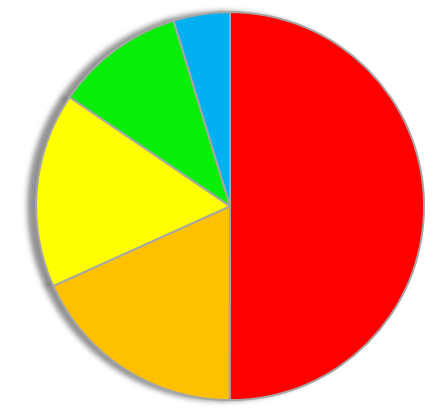
各候補の得票率（得票数の多かった順）

投票率は52.52%で、前回2007年の52.11%を僅かに上回る投票率であった。（前回比 +0.41%）当日の有権者数は581万1095人であった。
候補者別の得票数の順位、得票数、得票率、惜敗率、供託金没収概況は以下のようになった。供託金欄のうち「没収」とある候補者は、有効投票総数の10%を下回ったため全額没収された。得票率と惜敗率は未発表のため暫定計算とした（小数3位以下四捨五入）。
|      | 順位 | 候補者名    | 党派       | 新旧 | 得票数    | 得票率 | 惜敗率 | 供託金 |
| ---- | ---- | ----------- | ---------- | ---- | --------- | ------ | ------ | ------ |
| 当選 | 1    | ■大村秀章   | 無所属     | 新   | 1,502,571 | 49.23% | ----   |        |
|      | 2    | ■重徳和彦   | 無所属     | 新   | 546,610   | 17.91% | 36.38% |        |
|      | 3    | ■御園慎一郎 | 無所属     | 新   | 487,896   | 15.98% | 32.47% |        |
|      | 4    | ■薬師寺道代 | みんなの党 | 新   | 324,222   | 10.62% | 21.58% |        |
|      | 5    | ■土井敏彦   | 無所属     | 新   | 141,320   | 4.63%  | 9.41%  | 没収   |

結果は名古屋市長の河村との超党派でのタッグで選挙戦に臨んだ大村が、各主要政党が後押しした他の4候補を圧倒し、初当選を果たした。自民党が支援した重徳は大村の勢いに押され、大村に大差をつけられる結果となった。『民主王国』と言われてきた愛知県で同党推薦の御園は得票率3位どまりで惨敗した。
市町村別では54市町村で大村が得票数1位となった一方、重徳が1位となったのは設楽町、豊根村、飛島村の3町村に留まった。
同日選挙として執行された名古屋市長選挙でも大村とタッグを組んだ河村が当選し、国政停滞への不信が脱既成政党を旗印にした2人を大きく後押しした結果となった。